# Obrium oculatum
Obrium oculatum är en skalbaggsart som beskrevs av Tatsuya Niisato och Hua 1998. Obrium oculatum ingår i släktet Obrium och familjen långhorningar. Inga underarter finns listade i Catalogue of Life.